# ダラム・ビジネス・スクール
ダラム大学・ビジネス・スクール（Durham University Business School、略称DBS）は、 イギリスの大学都市、ダラムにあるダラム大学が運営する英国のビジネススクール（経営大学院）である。欧州品質改善システム（EQUIS）、MBA協会（AMBA）、Association to Advance Collegiate Schools of Business（AACSB）の主要国際評価機関より「Triple Accreditation」の称号を得ている、世界でもごく少数のトリプルクラウン校（2020年時点にて、世界のビジネススクール13670校のうち1%未満）である。MBA、DBA、PhD、MA、MSc、BAの全レベルで、ファイナンス、ビジネス、マーケティング、会計、経済、ビジネスデータサイエンスなどの幅広い分野でコースが提供されており、世界各国からの留学生が在学している。またオンラインMBAが特に強く、各種世界ランキングの最上位の常連校である。

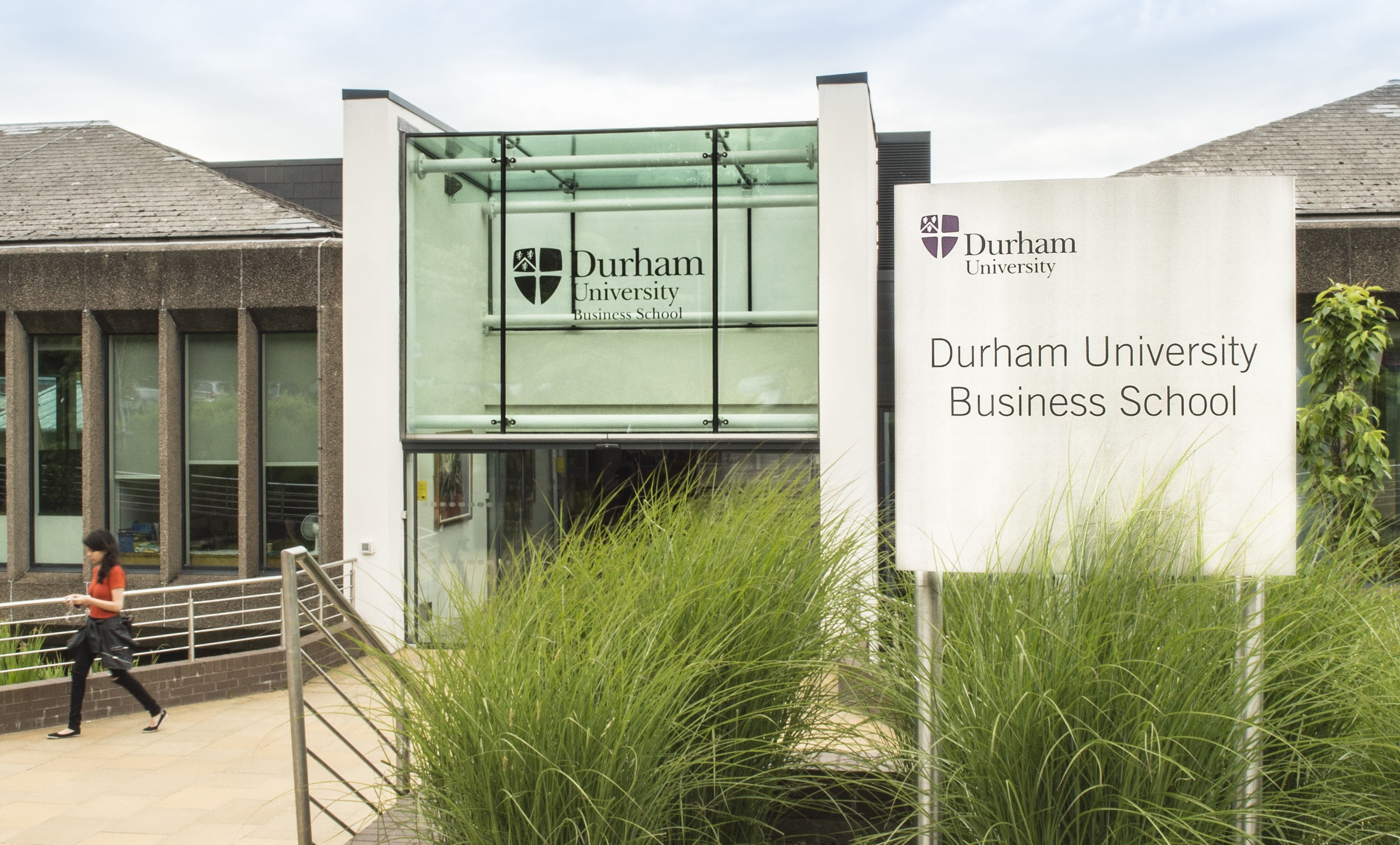
Mill Hill Laneのメインエントランス

ダラム・ビジネス・スクール(DBS)は、ロンドン・ビジネス・スクール(LBS)、オックスフォード大学サイード・ビジネス・スクール(SBS)、マンチェスター・ビジネス・スクール(AMBS)と共に、イギリス最古のビジネススクール（MBA提供校）の一つとして名高い。

## ランキング

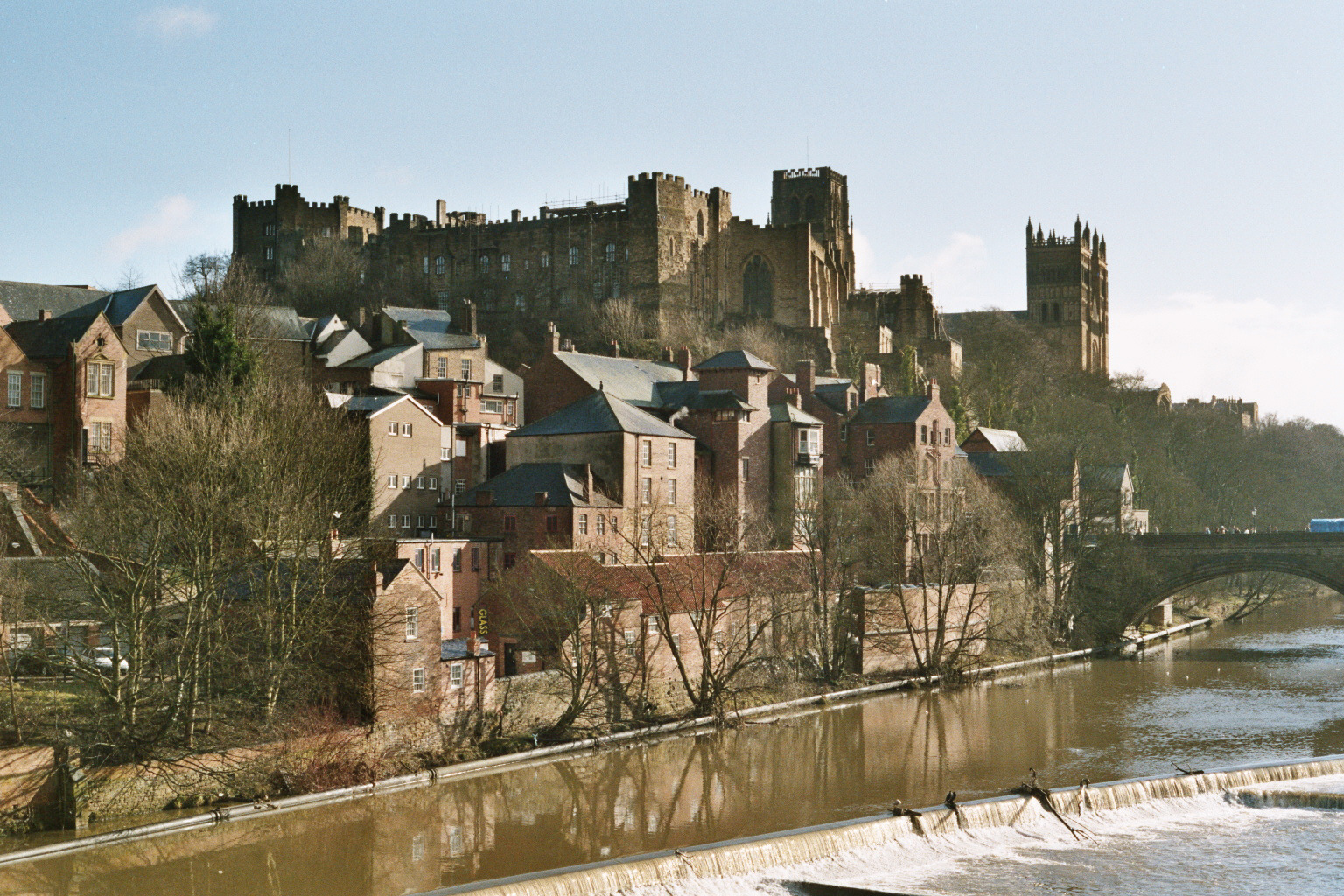
ダラム城とダラム大聖堂

フィナンシャル・タイムズの世界MBAランキングでは2021年に世界74位（英国8位）、2020年に世界62位（英国8位）、2019年に世界43位（英国6位）となる。オンラインMBAランキングでは2021年、2020年、2019年と3年連続して世界7位にランキングされ、世界トップレベルとされる。
エコノミストの世界MBAランキングでは2021年に世界37位（英国2位）、2019年に世界58位（英国4位）、2018年に世界65位（英国6位）にランキングされた。
2009年に発表された米ウォール・ストリート・ジャーナルの短期MBAプログラムを対象としたランキングでは、世界14位（欧州8位、英国2位）であった。
|                                            | 2021 | 2020 | 2019 | 2018 | 2017 | 2016 | 2009 | 2008  | 2007 | 2006 | 2005 | 2004 | 2003  | 2002 |
| ------------------------------------------ | ---- | ---- | ---- | ---- | ---- | ---- | ---- | ----- | ---- | ---- | ---- | ---- | ----- | ---- |
| Accelerated MBA by The Wall Street Journal | -    | -    | -    | -    | -    | -    | 14th | -     | -    | -    | -    | -    | -     | -    |
| Global MBA by The Financial Times          | 74th | 62nd | 43rd | 64th | 75th | 66th | 80th | 102nd | 96th | 94th | 91st | 82nd | 95th= | 89th |
| Online MBA by The Financial Times          | 7th  | 7th  | 7th  | 5th  | 9th  | 4th  | -    | -     | -    | -    | -    | -    | -     | -    |
| Which MBA by The Economist                 | 37th | -    | 58th | 65th | 57th | 67th | 53rd | 65th  | 59th | 57th | 62nd | 78th | 61st  | 55th |

## MBAプログラム

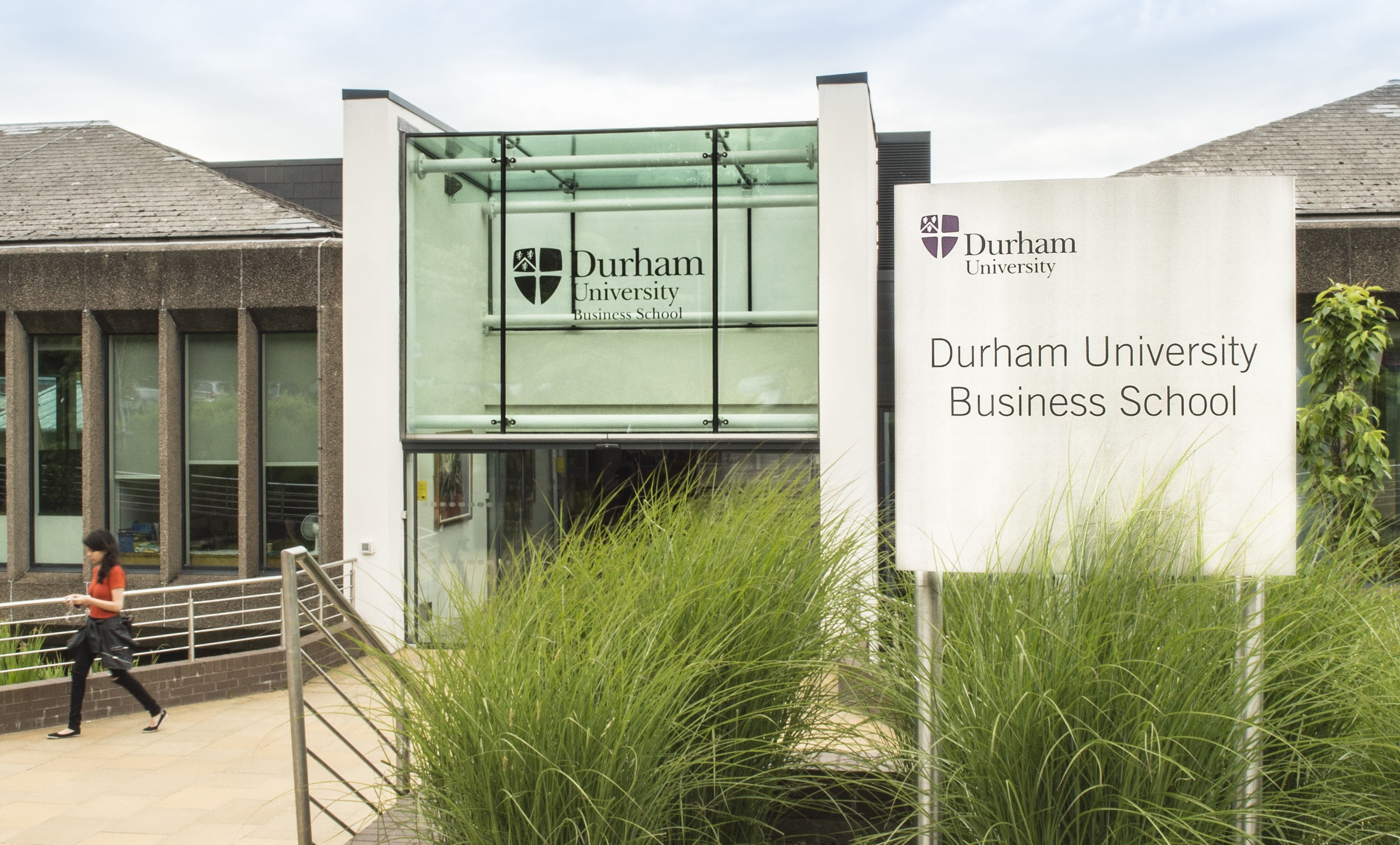
The main building of Durham University Business School on Mill Hill Lane

フルタイムMBAは、毎年9月にダラムにて開始する12か月または15か月のMBAプログラム。
オンラインMBAは、ダラムでの授業・ワークショップとオンラインを組み合わせて提供されるOnline/Blendedプログラム。毎年4月および10月に開始し、24か月で完了する。
コアモジュールとして、下記11プログラムの取得が必須となる。
- Accounting and Finance
- Economics for Global Business
- Leading and Managing People
- Marketing
- Operations and Technology（英語）
- Strategic Management
- The Boardroom Exercise
- Sustainability
- Strategic Business Project
- International Business in Context
- Careers Advancement Leadership Skills module